# 周拾禄
周拾禄（1897年—1979年），字再中，男，浙江义乌人，中国稻作学家，曾任九三学社中央委员会委员，第二届全国政协委员。